# Dominick Benedikt
Dominick Benedikt (* 8. března 1993, Ivančice) je český divadelní a filmový herec, člen souboru Divadla na Vinohradech.

## Život
V roce 2012 absolvoval brněnskou konzervatoř a v letech 2012 až 2016 JAMU. V minulosti působil v Západočeském divadle v Chebu. V sezoně 2016/2017 začal hrát v Divadle na Vinohradech, kde trvá jeho současné angažmá. Uvedl se zde rolí ctitele Horáce v Molièrově Škole žen, v inscenaci Je třeba zabít Sekala si zahrál Lojzka a jako Leonela jej diváci mohli vidět v titulu Vzpoura lásky podle Lope de Vegy. Účinkoval v pohádkách Zdeňka Trošky Čertova nevěsta (2011) a Čertoviny (2017) nebo fantasy Mariany Čengel Solčanské Zakletá jeskyně (2022).

## Divadelní role

### Divadlo na Vinohradech

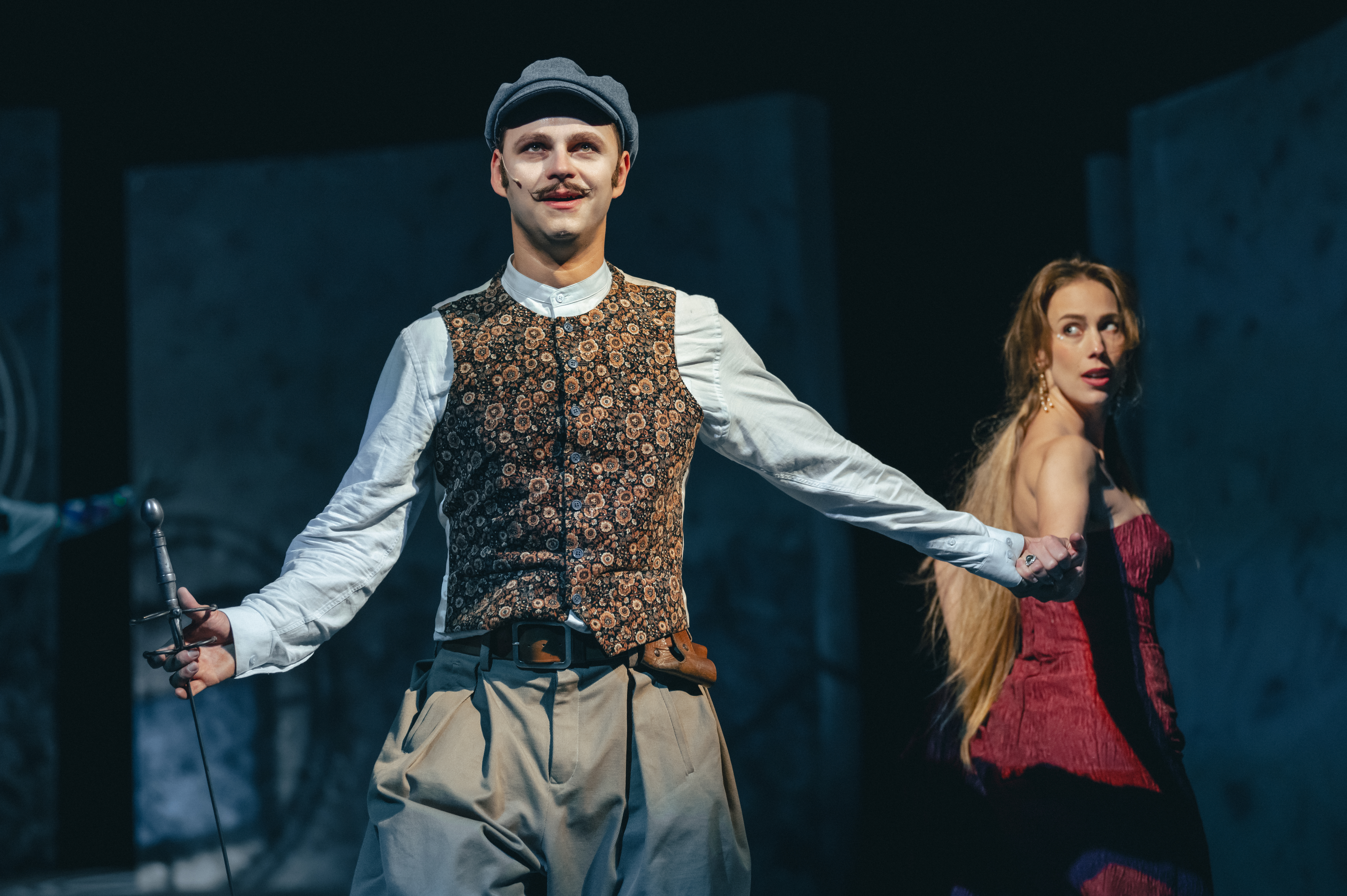
Dominick Benedikt v roli Sebastiana v inscenaci Večer tříkrálový, Divadlo na Vinohradech, foto Petr Chodura (2024)

- 2017 George Bernard Shaw: Pygmalion, režie: Juraj Deák, premiéra: 22. dubna 2016, role: Maďar – Přihlížející pán
- 2017 Molière: Škola žen, režie: Juraj Deák, premiéra: 21. dubna 2017, role: Horác
- 2017 František Langer: Periferie, režie: Martin Huba, premiéra: 26. května 2017, role: Mladý muž
- 2018 Colin Higgins: Harold a Maude, režie: Juraj Deák, premiéra: 25. května 2018, obnovená premiéra: 18. září 2021, role: Zahradník – Seržant Doppel – Lachtan
- 2018 Josef Topol: Konec masopustu, režie: Martin Františák, premiéra: 19. října 2018, role: Michal – Maškara s bubnem
- 2019 William Shakespeare: Jak se vám líbí, režie: Juraj Deák, premiéra: 13. prosince 2019, role: Amiens
- 2020 Jan Vedral podle Olgy Scheinpflugové: Český román, režie: Radovan Lipus, světová premiéra: 11. září 2020, role: Rakouskouherský četník – Divák – Protektorátní četník – Komunista – Tajemník – Mlok
- 2020 Milan Uhde – Miloš Štědroň: Balada pro banditu, režie: Juraj Deák, premiéra: 2. října 2020, role: Četník – Vesničan – Uhrin
- 2022 Jiří Křižan – Martin Františák: Je třeba zabít Sekala, režie: Pavel Khek, premiéra: 8. dubna 2022, role: Lojzek
- 2023 Jan Vedral podle Josefa Škvoreckého: Danny Smiřický (Příběhy inženýra lidských duší), režie: Radovan Lipus, světová premiéra: 27. ledna 2023, role: Harýk – Nabal – Třetí disident
- 2023 Lope de Vega: Vzpoura lásky (Fuente Ovejuna), režie: Pavel Khek, premiéra: 31. března 2023, role: Leonelo
- 2024 William Shakespeare: Večer tříkrálový aneb Cokoli chcete, režie: Juraj Deák, poprvé: 21. června 2024, premiéra: 6. listopadu 2024, role: Sebastian
- 2025 Alena Mornštajnová – Jiří Janků: Hana, režie: Petr Svojtka, premiéra: 4. dubna 2025, role: Leo Gross – Zedníček

### Západočeské divadlo Cheb
- 2016 Jiří Brdečka – Oldřich Lipský – Radek Balaš – Ondřej Brousek: Adéla ještě nevečeřela, režie: Zdeněk Bartoš, role: Nick Carter
- 2017 William Shakespeare: Othello, režie: Ivana Dukic, role: Cassio

### Divadlo na Orlí
- 2016 Ödön von Horváth: Kazimír a Karolína, režie: Michal Skočovský, role: neurčena

### Studio Marta
- 2015 William Shakespeare: Romeo a Julie, režie: Aleš Bergman, role: Tybalt – Strážný
- 2015 Jáchym Topol – Alžběta Michalová: Sestra, režie: Jan Cimr, role: Benjamin – Kulečník – Micka

### Centrum experimentálního divadla Brno
- 2014 Petr Maška – Ladislav Fuks – Amos Jakš – Miroslav Oščatka: Myši Naralie Mooshabrové, režie: Jan Antonín Pitínský, role: Oberon Felsach mladší